# Mistr týnského tympanonu
Mistr týnského tympanonu byl sochař vrcholné české gotiky, působící v Praze kolem roku 1380 na počátku vlády Václava IV. Je autorem monumentálního reliéfu nad severním vchodem kostela Matky Boží před Týnem. Není identický s Mistrem Týnského Ukřižování (Mistrem Týnské Kalvárie).

## Historické souvislosti
O životě sochaře není nic známo, ale je pravděpodobné, že vyšel z parléřovské stavební huti, která převzala stavbu kostela od poloviny 14. století. Sochařská výzdoba severního portálu kostela Matky Boží před Týnem zřejmě souvisí s projekty krále Václava IV. na počátku jeho vlády - přestavbou paláce Těmy z Koldic v tzv. Královský dvůr v sousedství Prašné brány nebo stavbou Kaple Božího Těla na Karlově náměstí. O podílu Václava IV. na koncepci sochařské výzdoby svědčí oba erby v portálu a zejména sedile v presbytáři severní lodi s bustami krále a královny a emblémy se skrytou symbolikou.

## Dílo

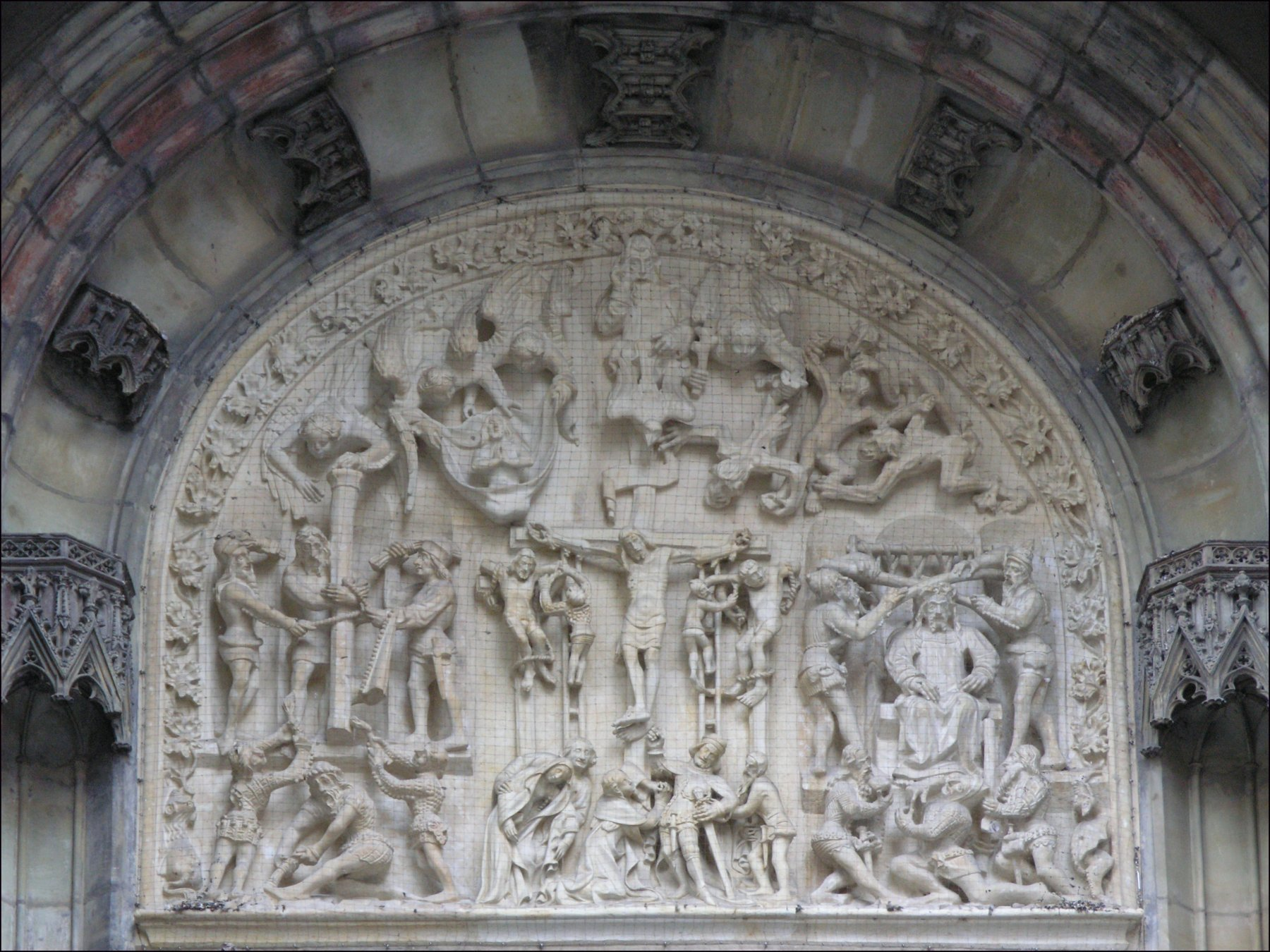
Tympanon severního portálu chrámu Matky Boží před Týnem (novodobá replika, 1998)

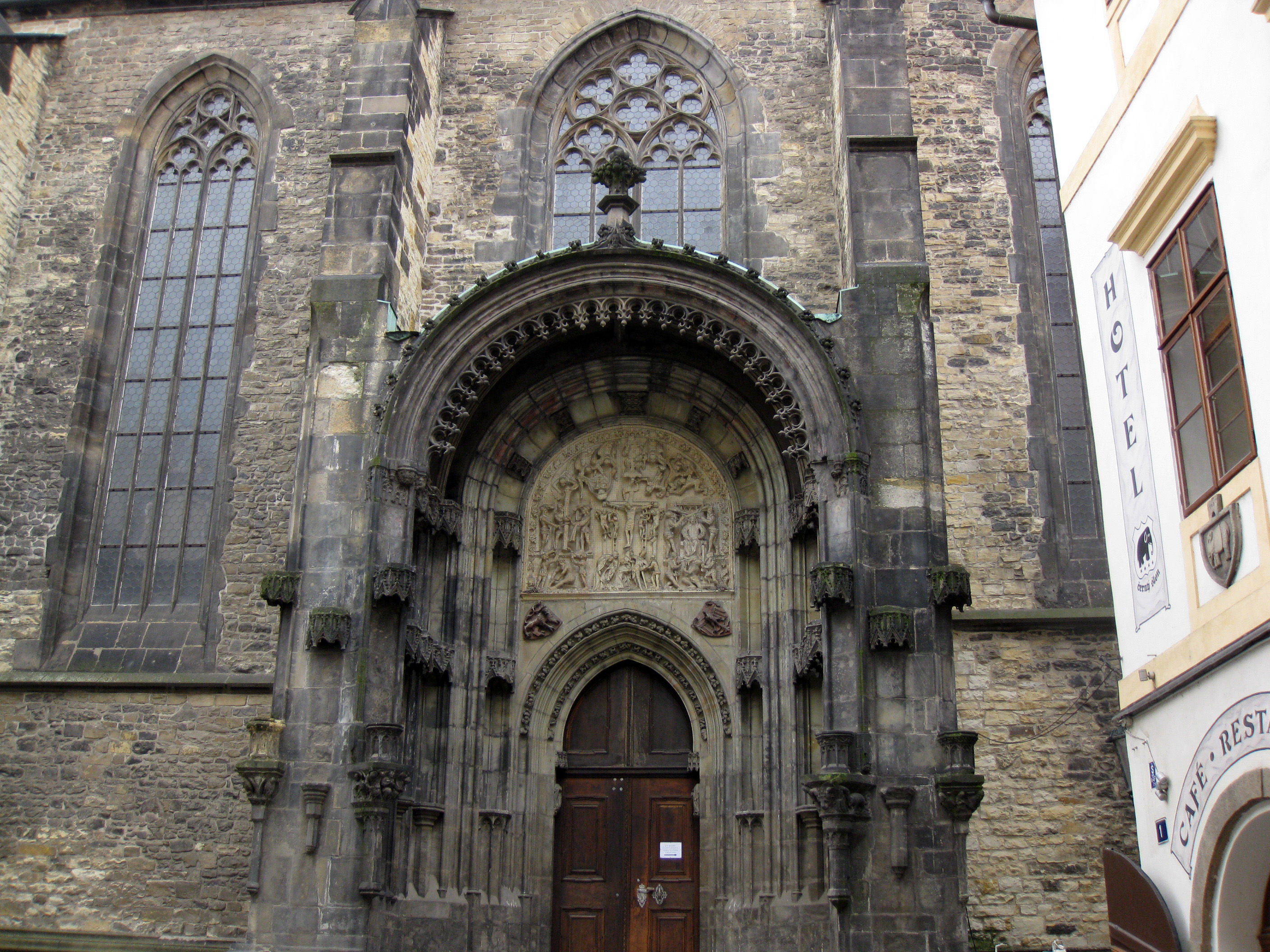
Severní portál chrámu Matky Boží před Týnem

Severní portál byl koncipován jako hlavní vstup kostela. Na konzolách v ostění portálu jsou dva fragmenty drobných figur Zvěstování. Po obou stranách jsou na nosných pilířích ve dvou řadách nad sebou konzoly a niky kryté kružbovými baldachýny pro osmnáct soch a pod zaklenutím předsíně portálu konzoly pro osm soch. Sochy se nezachovaly a není zřejmé, zda byla sochařská výzdoba portálu dokončena před husitskými bouřemi. Na zamýšlenou sochařskou výzdobu portálu je tak možné usuzovat pouze z rozboru dochovaných sochařských prací na konzolách.
Reliéfní tympanon severního portálu patří k nejvýznamnějším sochařským dílům severské gotiky konce 14. století. Oproti staršímu dvorskému umění z doby Karla IV. je ikonografie tympanonu výrazem procesu sekularizace, ve kterém je potlačena role Marie a zobrazení scény se soustředí na Kristovo utrpení. Nové a ojedinělé je také pojetí a rozmístění figur v centrální scéně Ukřižování.
Tympanon je koncipován jako jedno obrazové pole rozdělené ve spodní části na tři pašijové scény - centrální Ukřižování se třemi kříži a dále Bičování Krista (vlevo) a Korunování Krista trním (vpravo). Na Ukřižování v horní části navazuje polopostava žehnajícího Boha Otce a holubice (Duch svatý) a vytváří skupinu Svaté Trojice. Horní postranní scény znázorňují anděly odnášející duši kajícího lotra a skupinu ďáblů zmocňujících se duše lotra na levici. Kompozice scény Ukřižování s oběma lotry na křížích a žoldnéři, kteří k nim vystupují po žebřících ukazuje, že sochař vychází z Janova evangelia. Podobná zobrazení lze nalézt v italské gotické malbě 13. - 14. století (Cimabue, Duccio, Giotto).
Ve skupině pod křížem je vlevo zobrazena Marie, kterou podpírá sv. Jan Evangelista, a jako centrální postavy klečící sv. Máří Magdalena a otáčející se setník sv. Longin, který původně držel kopí, jímž zranil Krista na boku. Tento motiv zřejmě souvisí s kultem ostatků sv. Longina na pražském císařském dvoře Karla IV. a v případě Máří Magdaleny s útlumem mariánského kultu a vzestupem úcty k této světici, který sílil po polovině 14. století (relikvie získané Karlem IV., 1355-65, kaple v katedrále sv. Víta, 1358) a byl podporován zejména arcibiskupem Arnoštem z Pardubic (1297-1364).. . Homolka upozornil, že Longin má rysy tváře krále Václava IV.
Je pravděpodobné, že na tympanonu i sochařské výzdobě portálu pracovalo společně více sochařů a pouze centrální scéna s Ukřižováním a skupina ďáblů zmocňujících se duše je dílem Mistra týnského tympanonu, zatímco druhý sochař tesal postranní výjevy a scénu nad Ukřižováním a třetí sochař vytvořil figurální výzdobu hlavic na opěrných pilířích. Centrální scéna překonává starou tradici symbolického zobrazování a starší kompoziční schémata a řadí Mistra týnského tympanonu k předchůdcům nového (nizozemského) realismu z počátku 15. století.